# RTN2
RTN2‏ (Reticulon 2) هوَ بروتين يُشَفر بواسطة جين RTN2 في الإنسان.